# Piotr Yu Tae-ch’ŏl
Piotr Yu Tae-ch’ŏl (ko. 유대철 베드로) (ur. 1826 w Ipjeong, dzielnicy Seulu, zm. 31 października 1839 w Seulu) – koreańska męczennik, święty Kościoła katolickiego.
Piotr Yu Tae-ch’ŏl jest najmłodszym z męczenników koreańskich. Jego ojciec Augustyn Yu Chin-gil był katolikiem, ale jego matka nie chciała zostać chrześcijanką i starała się odwieść syna od praktykowania wiary. Gdy rozpoczęły się prześladowania Piotr Yu Tae-ch’ŏl gorąco pragnął zostać męczennikiem. Pociągnięty przykładem swojego uwięzionego ojca sam oddał się w ręce władz w lipcu 1839 r. Po wstępnym przesłuchaniu sędzia stwierdził, że jest on dzieckiem z katolickiej rodziny i w związku z tym umieścił go w więzieniu. Namawiano go, bito do nieprzytomności i torturowano, żeby skłonić go do wyrzeczenia się wiary. Pozostał jednak nieugięty i zachowywał pogodę ducha. Został uduszony w więzieniu 31 października 1839 r.
Dzień jego wspomnienia przypada 20 września.
Beatyfikowany 5 lipca 1925 r. przez papieża Piusa XI, kanonizowany 6 maja 1984 r. przez Jana Pawła II w grupie 103 męczenników koreańskich.